# Thomas Edmondston

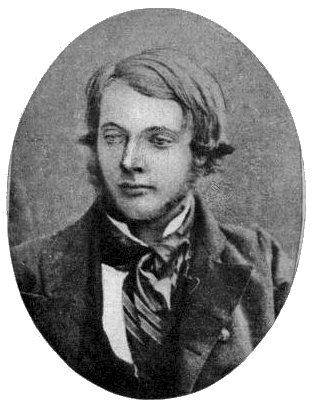
Thomas Edmondston

Thomas Edmondston (* 20. September 1825 in Baltasound, Unst; † 24. Januar 1846 in Súa, Ecuador) war ein schottischer Naturforscher. Sein offizielles botanisches Autorenkürzel lautet „Edmondston“.
Edmondstons Hauptwerk ist eine Flora der Shetland-Inseln, die 1845 erschien. Seine im gleichen Jahr erfolgte Berufung als Professor an die Anderson’s University von Glasgow konnte er nicht antreten, da ihm kurzfristig die Stelle des Naturforschers an Bord der unter dem Kommando von Henry Kellett stehenden HMS Herald angeboten wurde. Kurz nach seinem Aufenthalt auf den Galápagos-Inseln, bei dem er mehrere neue Pflanzenarten sammelte, starb Edmondston durch eine unachtsam ausgelöste Gewehrkugel.

## Leben und Wirken

### Erziehung und Ausbildung
Thomas Edmondston war der älteste Sohn des Arztes Laurence Edmondston (1795–1879) und dessen erster Frau, der Autorin Eliza MacBrair (1801–1869). Er wurde auf der Insel Unst auf dem Buness-Anwesen seines Onkels Thomas Edmondston geboren. Als Edmondston knapp sieben Jahre alt war, zog die Familie in ein eigenes, „Halligarth“ genanntes, Haus auf dem Buness-Anwesen. Seine Eltern begannen ihn jetzt systematisch zu unterrichten. Später erhielt Edmondston in den Abendstunden drei Jahre lang unregelmäßig Unterricht vom Schulmeister der Parish-Schule von Unst, bevor er die diese Schule regelmäßig besuchte.
Joseph Dalton Hooker zeigte sich am 3. September 1836 beeindruckt von dem noch nicht ganz elfjährigen Jungen, der ihm eine von ihm zusammengestellte Liste der einheimischen Flora zeigte. Eine erweiterte Liste, die im Folgejahr entstand, nahm 1839 Hookers Bruder William Dawson Hooker (1816–1840) in seine Notes on Norway auf. Ende Juli 1837 entdeckte der Botaniker Gilbert McNab (1815–1859), der dritte Sohn von William McNab (1780–1848), in Edmondstons Herbarium mit Arenaria norvegica subsp. norvegica eine Pflanze, deren Vorkommen auf den britischen Inseln bis dahin unbekannt war. 1838 begleitete Edmondston John Goodsir (1814–1867) und Edward Forbes bei ihren Exkursionen auf einige der Nachbarinseln. Kurz nach diesem Besuch unternahm Edmondston seine erste eigenständige botanische Exkursion. Sie führte ihn von Lerwick aus nach Sumburgh an der Südspitze der Insel Mainland, über Yell zurück nach Unst und dauerte drei Wochen.
Den Sommer 1840 verbrachte Edmondston mit seiner Mutter und seinem Onkel in Edinburgh. Hier kam er in persönlichen Kontakt mit zahlreichen Naturforschern, darunter Robert Graham (1786–1845), John Hutton Balfour, William MacGillivray, Robert Jameson und William Jackson Hooker. Im Wintersemester 1841/1842 studierte Edmondston gemeinsam mit seinem Bruder an der University of Edinburgh. Er hörte unter anderem Latein bei James Pillans (1778–1864), Chemie bei Thomas Charles Hope und Naturgeschichte bei Robert Jameson. Am 9. Dezember 1841 nahm ihn die Botanical Society of Edinburgh als Mitglied auf.

### Botanikvorlesungen
1843 begann Edmondston in Lerwick Botanikvorlesungen abzuhalten, die sehr populär waren. Außerdem schrieb er Beiträge für die neu gegründeten Zeitschriften The Phytologist. A Popular Botanical Miscellany und – in geringerem Umfang – The Zoologist. A Popular Miscellany of Natural History. 1844 verlagerte er seine Vorlesungstätigkeit nach Elgin und Forres. Im Herbst 1844 ließ sich Edmondston Aberdeen nieder, um Vorlesungen an der University of Aberdeen zu hören. Beim Botanisieren in den östlichen Highlands traf er zufällig auf Hewett Watson, der ihn vergeblich für die Position des Kurators der Botanical Society of London zu werben versuchte.
Im Januar 1845 wurde der 19-jährige Edmondston als Professor für Botanik und Professor für Naturgeschichte sowie ex officio Konservator des Museums an die Anderson’s University von Glasgow berufen. Für den 12. Mai war der Beginn seiner Vorlesungen über Geologie geplant. Sechs Tage vorher sollten die Vorlesungen über Botanik beginnen. Am 2. Mai 1845 erreichte Edmondston jedoch ein Brief von Forbes, dass für die kurz bevorstehenden Fahrt der HMS Herald unter dem Kommando von Henry Kellett noch ein Naturforscher gesucht würde und er ihn für diesen Posten empfehlen wolle. Edmondston nahm an und verließ am 26. Juni 1845 an Bord der HMS Herald den Hafen von Plymouth.

### Reise mit der HMSHerald

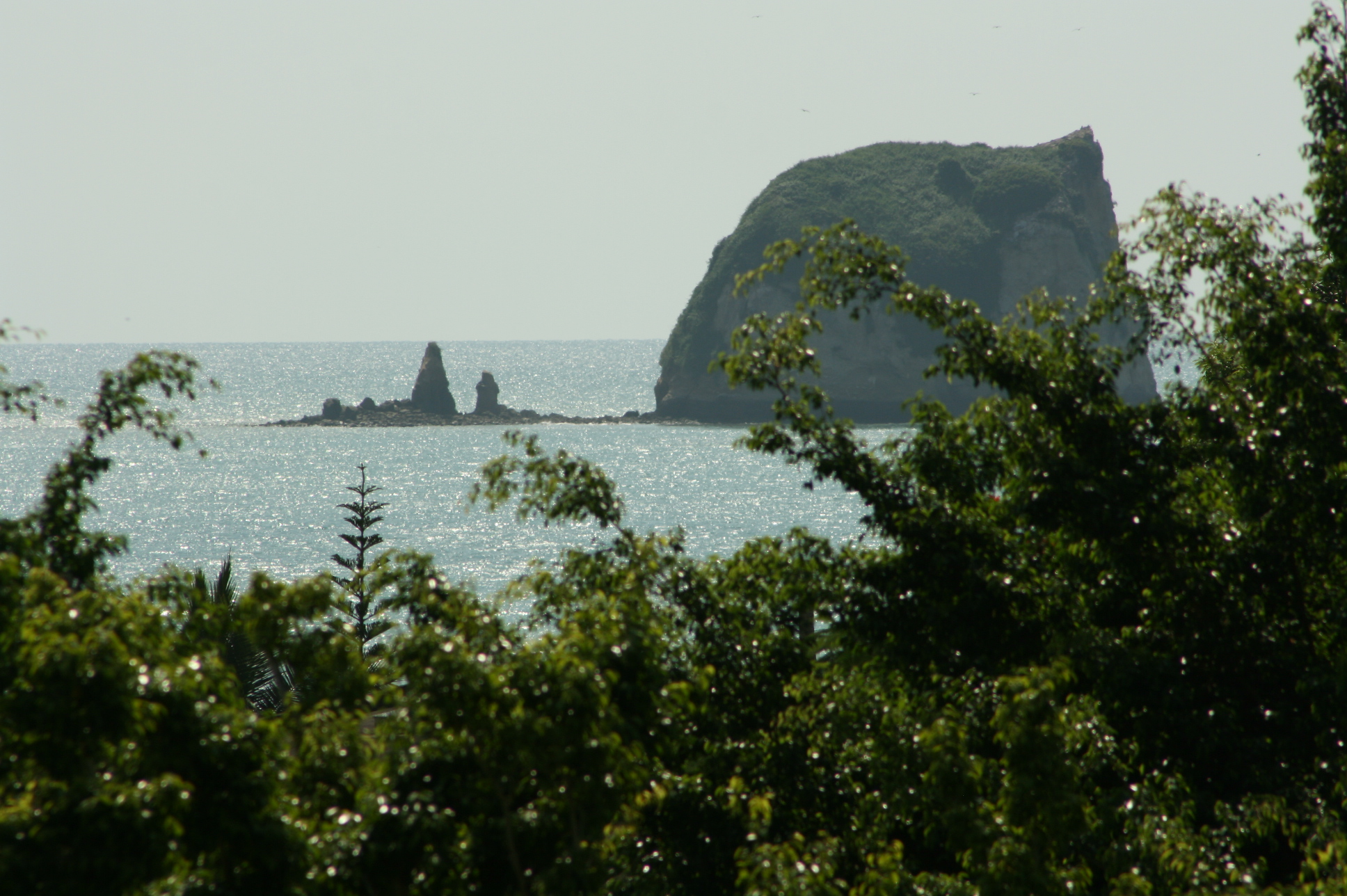
Der Fels von Súa

Via Madeira und nach einem Tag Aufenthalt auf Teneriffa passierte die HMS Herald am 7. August 1845 Fernando de Noronha und erreichte elf Tage später die Insel Raza vor der Küste von Brasilien. Die Weiterfahrt von Rio de Janeiro begann am 28. August, am 3. September wurden die Falklandinseln erreicht und Port Stanley am 30. September wieder verlassen. Nach der Passage von Kap Hoorn wurde am 9. November das Land vor Valdivia gesichtet. Über Concepción wurde die Fahrt am 12. November nach Valparaíso fortgesetzt. Hier unternahm Edmonstone Exkursionen nach Quillota und in die Umgebung. Nach der Neuausrüstung der HMS Herald wurden am 4. Dezember erneut die Segel gesetzt. Nach einem Zwischenstopp im Hafen von La Ligua führte die weitere Route der HMS Herald nach Callao, von wo aus die Fahrt am 24. Dezember fortgesetzt wurde. Nach einem kurzen Zwischenstopp in Paita ankerte die HMS Herald am 31. Dezember 1845 im Golf von Guayaquil, um am folgenden Tag in Richtung Galápagos-Inseln aufzubrechen.
Am 6. Dezember 1845 erreichte die HMS Herald die Galápagos-Inseln. Gemeinsam mit John Goodridge sammelte Edmondston während der nächsten zehn Tage auf den Inseln Española, Floreana, San Salvador und San Cristóbal 41 Pflanzenarten. Am 22. Januar 1845 ankerte die HMS Herald etwa zweieinhalb Meilen von der Küste entfernt in der Bucht von Súa, in die der Río Súa mündet und sich unweit der Stadt Atacames befindet. Am 24. Januar erkundeten eine Reihe von Besatzungsmitgliedern, darunter Edmondston, das Küstengebiet der Bucht. Beim Besteigen der Boote für die Rückkehr löste sich aus einem unachtsam abgestellten Gewehr ein Schuss, der Edmondston in den Kopf traf und ihn sofort tötete. Am folgenden Tag wurde Thomas Edmondston am Ufer der Súa-Bucht bestattet.

## Ehrungen

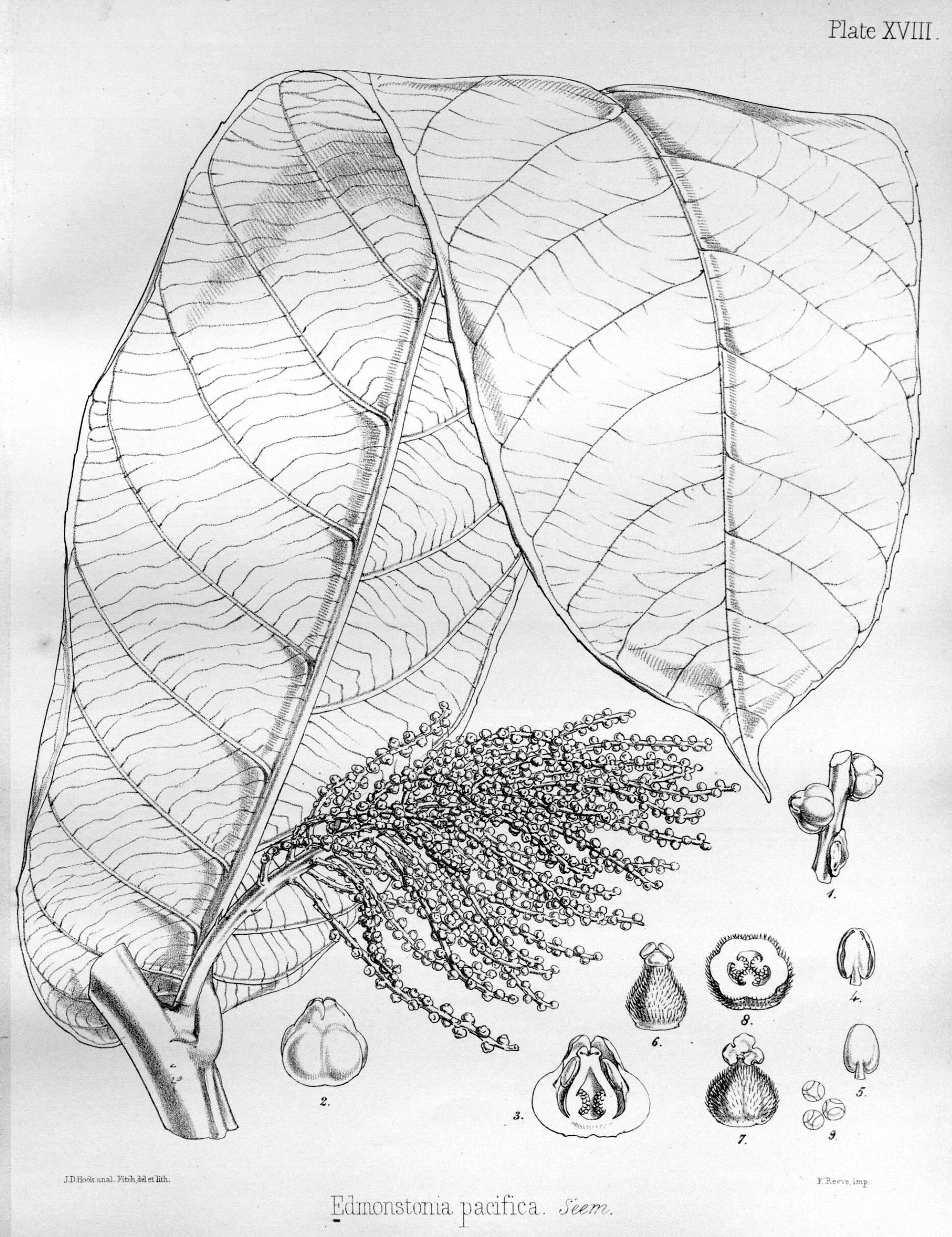
Edmonstonia pacifica heute ein Synonym von Tetrathylacium macrophyllum

Berthold Seemann benannte 1853 Thomas Edmondston zu Ehren die Pflanzengattung Edmonstonia aus der Familie der Weidengewächse (Salicaceae). Sie ist heute ein Synonym der Gattung Tetrathylacium.

## Schriften (Auswahl)

### Bücher
- A flora of Shetland: Comprehending a list of the flowering and cryptogamic plants of the Shetland Islands, with remarks on their topography, geology, and climate. G. Clark & Son, Aberdeen 1845 (online).
  - Flora der shetlänischen Inseln. Im Auszuge durch Dr. Beilschmied. In: Flora oder Allgemeine Botanische Zeitung. Neue Folge, Band 5, Nummer 23, 21. Juni 1847, S. 361–369 (online).

### Zeitschriftenbeiträge
The Phytologist. A Popular Botanical Miscellany
- Additions to the Phaenogamic Flora of Ten miles around Edinburgh. In: The Phytologist. Band 1, Nummer 19, 1843, S. 405–407, S. 455–457 (online).
- Note on Hierochloe borealis. In: The Phytologist. Band 1, Nummer 21, 1843 S. 491 (online).
- On the Hygrometric Qualities of the Setae of Mosses. In: The Phytologist. Band 1, Nummer 21, 1843 S. 491 (online).
- Notice of a new British Cerastium. In: The Phytologist. Band 1, Nummer 22, 1843, S. 497–500 (online).
- Correction of an error in Mr. Edmonston's List of Edinburgh Plants.  In: The Phytologist. Band 1, 1843, S. 522 (online).
- Note on the Formation of a Herbarium. In: The Phytologist. Band 1, Nummer 27, 1843, S. 675–676 (online).
- Note on drying Plants for the Herbarium. In: The Phytologist. Band 1, Nummer 27, 1843, S. 676–677 (online).
- Note on Cerastium latifolium. In: The Phytologist. Band 1, Nummer 27, 1843, S. 677–678 (online).
- Remarks on Botanical Classification. In: The Phytologist. Band 1, Nummer 30, 1843, S. 759–760 (online).
- Shetland localityfor Cynosurus echinatus. In: The Phytologist. Band 1, Nummer 30, 1843, S. 772 (online).
- Note on Veronica triphyllos. In: The Phytologist. Band 1, 1844, S. 904 (online).
- Villarsia nymphceoides. In: The Phytologist. Band 1, 1844, S. 904–905 (online).
- Carex hoemiinghausiana. In: The Phytologist. Band 1, 1844, S. 905 (online).
- Note on Cetraria sepincola. In: The Phytologist. Band 1, 1844, S. 905–906 (online).
- Remarks on Dr. Ayres' opinion of the Vaucheriae. In: The Phytologist. Band 1, 1844, S. 906–907 (online).
- Note on Equisetum umhrosum. In: The Phytologist. Band 1, 1844, S. 907 (online).
- Further Remarks on Botanical Classification. In: The Phytologist. Band 1, Nummer 37, 1844, S. 977–982 (online).
- Notes on British Mosses. In: The Phytologist. Band 1, Nummer 39, 1844, S. 1033–1036 (online).

- A few Parting Notes. In: The Phytologist. Band 2, 1845, S. 182–184 (online).
- Extract of a letterfrom the late Mr. Edmondston to Mr. Sidebotham. In: The Phytologist. Band 2, 1846, S. 590–591 (online).
- Extract from a letterfrom the late Mr. Edymondston to the Rev. Mr. Hove, by whom it is communicated. In: The Phytologist. Band 2, 1846, S. 606–608 (online).

The Zoologist. A Popular Miscellany of Natural History
- Note on the capture of the Sea Eagle (Haliaetos albicilla) in Shetland. In: The Zoologist. Band 1, 1843, S. 36–39 (online).
- Note on the Northern Diver. In: The Zoologist. Band 1, 1843, S. 365 (online).
- The Fauna of Shetland. In: The Zoologist. Band 2, 1844, S. 459–467 (online).
- Additions to the Birds of Shetland. In: The Zoologist. Band 2, 1844, S. 551–552 (online).
- Note on the Voracity of Dytiscus marginalis. In: The Zoologist. Band 2, 1844, S. 701–702 (online).

Sonstige
- List of Plants observed in the Island of Unst, Shetland, during the summer of 1837. In: William Dawson Hooker: Notes on Norway. 2. Auflage, G. Richardson, Glasgow 1839, S. 111–117 (online).
- List of Phanerogamous Plants, together with the Cryptogemic Orders Filices, Equisetaceæ, and Lycopodiaceæ, observed in the Shetland Islands. In: Annals and Magazine of Natural History. Band 7, 1841, S. 287–295 (online).